# Perham (Minnesota)
Pour les articles homonymes, voir Perham.
Perham est une ville du comté d'Otter Tail dans l'État du Minnesota.
Sa population était de 3 512 unités au recensement de  2020.

## Histoire
Fondée en 1873, son nom est issu de Josiah Perham, le premier président du Northern Pacific Railway.

## Géographie
Perham est situé entre Detroit Lakes au nord-ouest et  Wadena au sud-est . Non loin de Perham coule la rivière Otter Tail, qui traverse le lac Mud, le lac Little Pine et le lac Big Pine.
Perham est bordée par  Frazee (18 km au nord),  New York Mills (18,5 km au sud-est),  Richville (13,5 km au sud) et Dent (16 km à l’ouest).

## Transport
À la périphérie ouest de la ville se trouve l’ autoroute 10. Une ligne de chemin de fer de la BNSF traverse le centre du village.
L’aéroport municipal de Perham est situé au nord-ouest de la ville.

## Personnages
- Gabriele Grunewald (1986–2019), coureur de demi-fond et de fond.